# Poursuite individuelle masculine aux Jeux olympiques d'été de 1992
Navigation
Séoul 1988 Atlanta 1996
La poursuite individuelle masculine est l'une des sept compétitions de cyclisme sur piste aux Jeux olympiques de 1992. Elle consiste en une série de duels. Les deux cyclistes partent des côtés opposés de la piste et parcourent 16 tours (4 kilomètres) pour essayer de rejoindre l'adversaire. Si aucun cycliste n'est rejoint, les coureurs sont départagés au temps.

## Résultats

### Qualifications (27 juillet)
Les 29 participants se mesurent dans des manches. La qualification pour le tour suivant n'est pas automatique pour les vainqueurs de ces duels. Ce sont les cyclistes avec les huit meilleurs temps qui se qualifient pour les quarts de finale.
| Rang | Coureur                   | Pays               | Temps                  | Notes                 |
| ---- | ------------------------- | ------------------ | ---------------------- | --------------------- |
| 1    | Chris Boardman            | Grande-Bretagne    | 4 min 27 s 357 (RM/RO) | Qualifié pour les 1/4 |
| 2    | Jens Lehmann              | Allemagne          | 4 min 30 s 054         | Qualifié pour les 1/4 |
| 3    | Mark Kingsland            | Australie          | 4 min 31 s 033 (RM/RO) | Qualifié pour les 1/4 |
| 4    | Gary Anderson             | Nouvelle-Zélande   | 4 min 32 s 253         | Qualifié pour les 1/4 |
| 5    | Philippe Ermenault        | France             | 4 min 33 s 892         | Qualifié pour les 1/4 |
| 6    | Carl Sundquist            | États-Unis         | 4 min 34 s 390         | Qualifié pour les 1/4 |
| 7    | Aleksandr Gonchenkov      | Équipe unifiée     | 4 min 35 s 057         | Qualifié pour les 1/4 |
| 8    | Jan Bo Petersen           | Danemark           | 4 min 35 s 904         | Qualifié pour les 1/4 |
| 9    | Cédric Mathy              | Belgique           | 4 min 37 s 288         | Match de classement   |
| 10   | Ivan Beltrami             | Italie             | 4 min 39 s 645         | Match de classement   |
| 11   | Robert Karśnicki          | Pologne            | 4 min 39 s 836         | Match de classement   |
| 12   | Servais Knaven            | Pays-Bas           | 4 min 40 s 436         | Match de classement   |
| 13   | Michal Baldrián           | Tchécoslovaquie    | 4 min 41 s 724         | Match de classement   |
| 14   | Adolfo Alperi             | Espagne            | 4 min 42 s 538         | Match de classement   |
| 15   | Michael Belcourt          | Canada             | 4 min 43 s 135         | Match de classement   |
| 16   | Masamitsu Ehara           | Japon              | 4 min 44 s 412         | Match de classement   |
| 17   | Viktor Kunz               | Suisse             | 4 min 45 s 539         |                       |
| 18   | Georgios Portelanos       | Grèce              | 4 min 46 s 345         |                       |
| 19   | Patrick Matt              | Liechtenstein      | 4 min 46 s 982         |                       |
| 20   | Alberny Vargas            | Colombie           | 4 min 49 s 067         |                       |
| 21   | Tony Ledgard              | Pérou              | 4 min 49 s 626         |                       |
| 22   | Murugayan Kumaresan       | Malaisie           | 4 min 59 s 049         |                       |
| 23   | Weng Yu-Yi                | Taipei chinois     | 5 min 00 s 519         |                       |
| 24   | Manuel García             | Guam               | 5 min 03 s 997         |                       |
| 25   | Mehrdad Afsharian Tarshiz | Iran               | 5 min 08 s 184         |                       |
|      | Hernán López              | Argentine          | rejoint                |                       |
|      | Steffen Kjærgaard         | Norvège            | rejoint                |                       |
|      | Malcolm Lange             | Afrique du Sud     | rejoint                |                       |
|      | Robert Peters             | Antigua-et-Barbuda | rejoint                |                       |

### 1/4 de finale (28 juillet)
Dans les quarts de finale, les coureurs s'affrontent sur une manche. Les vainqueurs se qualifient pour les 1/2 finales et les perdants reçoivent un rang en fonction de leur temps.
| Série | Rang | Coureur              | Pays             | Temps                  |
| ----- | ---- | -------------------- | ---------------- | ---------------------- |
| 1     | 1    | Gary Anderson        | Nouvelle-Zélande | 4 min 27 s 954         |
| 1     | 2    | Philippe Ermenault   | France           | 4 min 28 s 838         |
| 2     | 1    | Chris Boardman       | Grande-Bretagne  | 4 min 24 s 496 (RM/RO) |
| 2     | 2    | Jan Bo Petersen      | Danemark         | rejoint                |
| 3     | 1    | Mark Kingsland       | Australie        | 4 min 29 s 173         |
| 3     | 2    | Carl Sundquist       | États-Unis       | rejoint                |
| 4     | 1    | Jens Lehmann         | Allemagne        | 4 min 27 s 715         |
| 4     | 2    | Aleksandr Gonchenkov | Équipe unifiée   | rejoint                |

### 1/2 finales (29 juillet)
Dans les demi-finales, les coureurs s'affrontent sur une manche. Les vainqueurs se qualifient pour la finale et les perdants reçoivent un rang en fonction de leur temps. Il n'y a donc pas de match pour la médaille de bronze qui est remportée par Gary Anderson.
| Série | Rang | Coureur        | Pays             | Temps          |
| ----- | ---- | -------------- | ---------------- | -------------- |
| 1     | 1    | Jens Lehmann   | Allemagne        | 4 min 27 s 230 |
| 1     | 2    | Gary Anderson  | Nouvelle-Zélande | 4 min 31 s 061 |
| 2     | 1    | Chris Boardman | Grande-Bretagne  | 4 min 29 s 332 |
| 2     | 2    | Mark Kingsland | Australie        | 4 min 32 s 716 |

### Finale (30 juillet)
Les coureurs qualifiés au tour précédent se rencontrent pour le titre olympique. L'Allemand Jens Lehmann est dépassé par Chris Boardman avant la fin de l'épreuve. Le Britannique devient champion olympique.
| Rang | Coureur        | Pays            | Temps   |
| ---- | -------------- | --------------- | ------- |
| 1    | Chris Boardman | Grande-Bretagne | -       |
| 2    | Jens Lehmann   | Allemagne       | rejoint |

## Sources
- Résultats sur sports-reference.com
- Résultats sur sports123.com